# Sandstrohblumeneulchen
Das Sandstrohblumeneulchen (Eublemma minutatum, inkorrekt auch Eublemma minutata) oder Zwergeulchen ist ein Schmetterling (Nachtfalter) aus der Familie der Eulenfalter (Noctuidae).

## Merkmale

### Falter
Die Flügelspannweite der Falter beträgt nur 13 bis 15 Millimeter. Damit gehören sie zu den kleinsten Eulenfaltern. Die Vorderflügel sind im Wurzelfeld weißlich und werden durch ein am Innenrand beginnendes rotbraunes Band scharf begrenzt. Daran schließt sich ein helles Feld mit bräunlichen Schatten an. Das Saumfeld ist bräunlich bestäubt und zeigt einen deutlichen dunklen Fleck am Apex. Zapfen-, Ring- und Nierenmakel sind nicht zu erkennen. Gebietsweise haben die Falter eine etwas dunklere Grundfarbe. Die Hinterflügel sind im Wurzelfeld weißlich und gehen zum Saumfeld in eine hellbraune Tönung über. Der Außenrand wird aus feinen weißen Härchen gebildet.

### Ei, Raupe, Puppe
Das Ei ist winzig klein und sandfarben. Die junge Raupe ist grau gefärbt und besitzt eine kurze Behaarung, später ist sie grünlich, hat undeutliche weiße Rücken- und Nebenrückenlinien sowie schwarze Punkte und hebt sich kaum von der Futterpflanze ab. Der Kopf ist sehr klein und schwarz. Die braungelbe Puppe hat eine gedrungene Form.

## Geographische Verbreitung und Lebensraum
In Europa verläuft die nördliche Verbreitungsgrenze von Südengland, Südostbelgien und Norddeutschland über Mittel- und Ostdänemark, den Süden Skandinaviens bis nach Estland und St. Petersburg. Im Süden umfasst das Vorkommen Nordspanien, Korsika, Norditalien, die kroatische Adriaküste, Albanien und den Libanon. Das Vorkommen der Art ist an die Anwesenheit der Futterpflanze geknüpft, weshalb sie in dem von den vorgenannten Regionen umgrenzten Gebiet nur sehr lokal – teilweise aber zahlreich – vorkommt. Hauptlebensräume sind sandige Heiden, Binnendünen, trockene Kiefernwaldränder und warme Ödländereien.

## Lebensweise
Die Falter sind tag- sowie nachtaktiv und fliegen im Juli und August. Sie besuchen am Tag gelegentlich die Blüten der Sandstrohblume (Helichrysum arenarium) oder fliegen kurze Strecken im Sonnenschein. Nachts erscheinen sie an künstlichen Lichtquellen, vereinzelt auch an Ködern. Charakteristisch ist die stets kopfabwärts gerichtete Ruhestellung der Falter an Blüten oder Stängeln. Die Raupen leben von Mai bis Juni an der Sandstrohblume und ernähren sich vorzugsweise von deren Blüten, Triebspitzen und Fruchtständen. Sie verstecken sich gerne in einem weißlichen Gespinst unterhalb des Blütenkopfes.

## Gefährdung
Das Vorkommen des Sandstrohblumeneulchens in Deutschland ist wegen der starken Anbindung an die Futterpflanze überall dort stark gefährdet, wo auch diese im Rückgang begriffen ist. Auf der Roten Liste gefährdeter Arten wird sie in Kategorie 2 (stark gefährdet) eingestuft.

## Anmerkung
1. ↑  Das Geschlecht der Gattung Eublemma ist neutrum, von τό βλέμμα, -ατος = Blick, Gesicht, Auge. Entsprechend muss das Geschlecht des Artnamens angepasst werden